# Lijeva Luka
Lijeva Luka falu Horvátországban, Sziszek-Monoszló megyében. Közigazgatásilag Martinska Ves községhez tartozik.

## Fekvése
Sziszek városától légvonalban 13, közúton 18 km-re északra, községközpontjától légvonalban 2, közúton 5 km-re északnyugatra, a Száva bal partján fekszik.

## Története
A település neve írásos formában 1773-ban az első katonai felmérés térképén „Dorf Luka” alakban szerepel. Zágráb vármegye Sziszeki járásához tartozott. Az eredetileg Száva két partján fekvő települést csak a 19. század végén kezdik megkülönböztetni Desno, illetve Lijevo előtaggal. A 20. századra azonban a jobb parti rész fokozatosan elsorvadt, ma már egyetlen ház sem található itt.
Lukának1857-ben 520, 1910-ben 709 lakosa volt. 1918-ban az új szerb-horvát-szlovén állam, majd később Jugoszlávia része lett. A II. világháború idején a Független Horvát Állam része volt. A háború után a béke időszaka köszöntött a településre, enyhült a szegénység és sok ember talált munkát a közeli városokban. A falu 1991. június 25-én a független Horvátország része lett. 2011-ben 233 lakosa volt.

## Népesség
| Lakosság változása | Lakosság változása | Lakosság változása | Lakosság változása | Lakosság változása | Lakosság változása | Lakosság változása | Lakosság változása | Lakosság változása | Lakosság változása | Lakosság változása | Lakosság változása | Lakosság változása | Lakosság változása | Lakosság változása | Lakosság változása |
| ------------------ | ------------------ | ------------------ | ------------------ | ------------------ | ------------------ | ------------------ | ------------------ | ------------------ | ------------------ | ------------------ | ------------------ | ------------------ | ------------------ | ------------------ | ------------------ |
| 1857               | 1869               | 1880               | 1890               | 1900               | 1910               | 1921               | 1931               | 1948               | 1953               | 1961               | 1971               | 1981               | 1991               | 2001               | 2011               |
| 520                | 549                | 566                | 589                | 655                | 709                | 702                | 711                | 722                | 722                | 674                | 556                | 442                | 352                | 278                | 233                |

## Nevezetességei
A település védett tradicionális lakóháza a 12. számú ház, melyhez három gazdasági épület és mintegy 500 m² terület tartozik. A házat 1888-ban építették, 12-szer 7 méteres emeletes épület, melynek alsó része téglából, felső része fából készült. A nyeregtetőt fazsindellyel  fedték. A két szintet fából épített külső fa lépcsőház köti össze, mely a kapelának, vagy kruklinnak nevezett előtérbe vezet. Takács házaként berendezése is gazdag, hagyományosan faragott bútorok, szekrények, faládák, fapadok, asztalok láthatók benne.
Védett, hagyományos építésű lakóház a 169. szám alatti épület. A ház 20. század elején épült, többszintes épület. A földszint téglából épült, vakolt, míg az emeleti részek fából épültek. Az oromzati homlokzatra egy dekoratív vízszintes sáv került, stilizált növényi motívumokkal, amelyek világosabb, kiemelkedő ablakkeretek vakolatán ismétlődnek. Az emelet tölgyfa deszkákból épült, német összeillesztéssel. A nyeregtetős épület értékes példája a hagyományos építészetnek, amely megőrizte eredeti jellegzetességeit, így a környék egyik legutolsó fennmaradt hagyományos építésű háza.